# Eucrate formosensis
Eucrate formosensis is een krabbensoort uit de familie van de Euryplacidae. De wetenschappelijke naam van de soort is voor het eerst geldig gepubliceerd in 1974 door Sakai.